# أندريه شنايدر
اندريه شنايدر (بالألمانية: André Schneider) (و. 1978 – م) هو ممثل، وكاتب سيناريو، ومنتج أفلام، وكاتِب، من ألمانيا، ولد في هيلدسهايم.

## وصلات خارجية
- اندريه شنايدر على موقع IMDb (الإنجليزية)
- اندريه شنايدر على موقع ألو سيني (الفرنسية)
- اندريه شنايدر على موقع قاعدة بيانات الفيلم (الإنجليزية)
- اندريه شنايدر على موقع كينوبويسك (الروسية)
- اندريه شنايدر على موقع كينوبويسك (الروسية)